# Пяски (Гостинський повіт)
Пя́ски (пол. Piaski) — село в Польщі, у гміні Пяски Гостинського повіту Великопольського воєводства.
Населення — 3183 особи (2011).
У 1975—1998 роках село належало до Лешненського воєводства.

## Демографія
Демографічна структура станом на 31 березня 2011 року:
|          | Загалом | Допрацездатний вік | Працездатний вік | Постпрацездатний вік |
| -------- | ------- | ------------------ | ---------------- | -------------------- |
| Чоловіки | 1563    | 344                | 1111             | 108                  |
| Жінки    | 1620    | 341                | 996              | 283                  |
| Разом    | 3183    | 685                | 2107             | 391                  |